# 인치완
인치완()은 대한민국의 기업인 겸 트로트 가수이다.

## 데뷔
2017년 6월 21일 싱글 《God Given Gift of Love》로 데뷔했다.

## 앨범
- 2017.06.21. 싱글 《God Given Gift of Love》수록곡 〈사랑의 선물〉,〈아미산진달래〉,〈눈물의 충주호〉(장르: 성인가요/트로트, 발매사: 아토엔터테인먼트, 기획사: 민 엔터테인먼트)
- 2017.11.02. 싱글 《Life is one shot》수록곡〈인생은 한방〉(장르: 성인가요/트로트, 발매사: 아토엔터테인먼트, 기획사: 민 엔터테인먼트)[3]

## 학력
- 경북대학교 학사

## 경력
- 성원산업 대표이사
- 2023.05.25. 세종특별자치시 장애인체육회 홍보대사[4]